# Ide (Giappone)
Ide (井手町?) è una cittadina giapponese della prefettura di Kyōto.